# Vasile Cosmin Nicula
Vasile Cosmin Nicula (n. 25 ianuarie 1973, Simeria, județul Hunedoara) este vicepreședinte al Curții de Conturi a României și politician român. Este căsătorit și are doi copii.

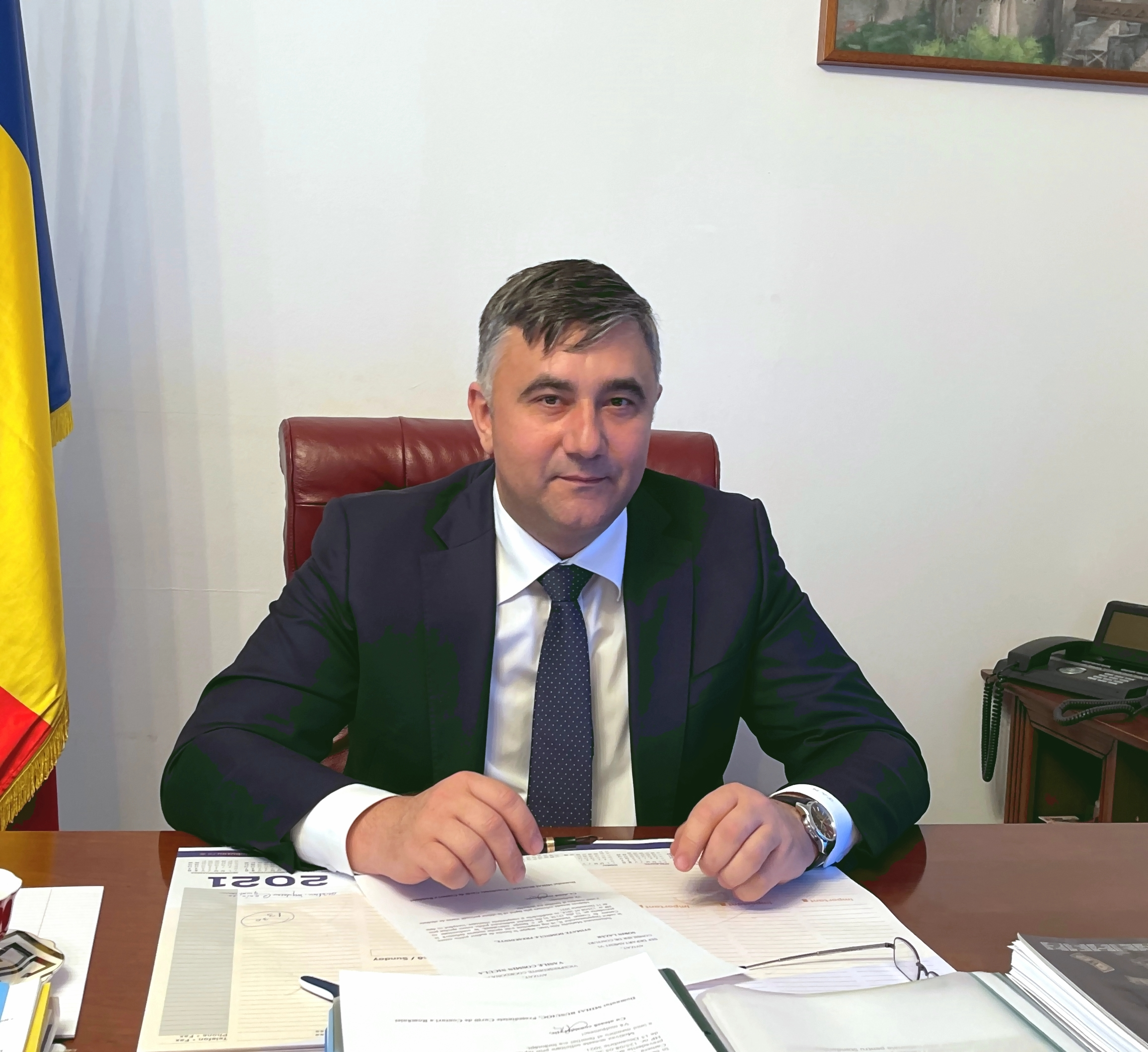
Vasile Cosmin Nicula

### Activitate parlamentară
În legislatura 2004 - 2008 a fost deputat, membru în Comisia pentru buget, finanțe și bănci, secretar în Comisia pentru politică economică, reformă și privatizare, membru în Comisia parlamentară de anchetă privind activitatea Societății Române de Televiziune, membru în Comisia Interparlamentară București- Chișinău și membru în Grupul Parlamentar de prietenie cu Republica Federativă a Braziliei. 
În legislatura 2008 - 2012 a fost senator, membru al Biroului Permanent, secretar al Senatului României, membru în Comisia economică, industrii și servicii, membru în Comisia pentru privatizare și administrarea activelor statului, membru în Comisia permanentă comună a Camerei Deputaților și Senatului pentru relația cu UNESCO, membru în cadrul Comitetului Director al Grupului Român al Uniunii Interparlamentare, membru în Grupurile Parlamentare de prietenie cu Republica Croația, Republica Franceză, Republica Cuba, Republica Estonia și Regatul Hașemit al Iordaniei și președinte al Grupului parlamentar de prietenie cu Statul Kuwait. 
În legislatura 2012 - 2016 a fost, până în 2014, senator, Președinte al Comisiei pentru buget, finanțe, activitate bancară și piață de capital, membru în Grupul Parlamentar de prietenie cu Republica Panama și membru în Grupul Parlamentar de prietenie cu Republica Populară Chineză. 
Din 2014 este vicepreședinte al Curții de Conturi a României. 
În perioada 2003 - 2004 a ocupat funcția de subprefect în cadrul Prefecturii Deva, Județul Hunedoara. 

### Studii
Este licențiat al Facultății de Finanțe, Asigurări, Bănci și Burse de Valori din cadrul Academiei de Studii Economice din București (1997), absolvent de studii postuniversitare în cadrul Universității de Vest din Timișoara (2004) și Universității Naționale de Apărare ”Carol I” București, Colegiul Național de Apărare (2006). Este doctor în științe economice, Academia de Studii Economice din București (2021).  

### Publicații
- Kagitci M., Badea L., Nicula V.C. 2021. The Catch-Up Effect of Economic Growth, Evidence from the European Countries, Romanian Journal of Economic Forecasting (ISI Web of Science), XXIV (4), pp. 76-86;
- Meghisan-Toma, G.M., Nicula, V.C., 2020. The Main Determinants of Agriculture in Romania during the Implementation of the National Rural Development Programme 2007-2013, Proceedings of the 3rd International Conference on Economics and Social Sciences, 15-16 octombrie 2020, București;
- Meghisan-Toma, G.M., Nicula ,V.C., 2020. ICT Security Measures for Companies within European Union Member States- Perspectives in COVID-19 Context, Proceedings of the International Conference on Business Excellence (ISI Proceedings), vol. 14, nr. 1, pp. 362-370, 14th International Conference on Business Excellence (ICBE 2020)-Business Revolution in the Digital Era, 11-12 iunie 2020, București;
- Meghisan-Toma, G.M., Nicula, V.C., 2020. Possible Use of ICT in Agriculture for a Sustainable Development, Proceedings of 6th BASIQ International Conference on New Trends in Sustainable Business and Consumption, Messina, ITALIA, 4-6 iunie 2020, pp. 1287-1295;
- Bostan, I., Firtescu, B.N., Nicula, V.C., 2018. The Role of Supreme Audit Institutions in Promoting and Strengthening Ethics and Integrity in the Public Sector. Possible Models and Tools to Follow, Journal of Ethics in Social Studies, vol. 2, nr. 1;
- Nicula, V.C., Antoneac, R., 2017. Paradigm Shifts in Developing a Sustainable Economy Audit role from an environmental perspective, Revista de chimie (ISI Web of Science, Thomson Reuters), vol. 68, nr. 7, pp. 1544-1551;
- Nicula, V.C., 2017. Consulting provided by the international public audit function, The Audit Financial Journal, Chamber of Financial Auditors of Romania, vol. 15 (148), pp. 677-677;
- Nicula, V.C., Firtescu, B.N., Bostan, I., 2017. Organizational Performance Management at a Strategic Level. Advanced Systems and Tools, Journal for Ethics in Social Studies, vol. 1, nr. 1.